# Julia Sanina
Yuliia Oleksandrivna Bebko (nascida Holovan; em ucraniano: Юлія Олександрівна Бебко (Головань); Kiev, 11 de Outubro de 1990), profissionalmente conhecida como Julia Sanina, é uma cantora ucraniana e a vocalista da banda de rock alternativo The Hardkiss.

## Biografia
Sanina nasceu no seio de uma família de músicos a 11 de Outubro de 1990 em Kiev, na Ucrânia. Apresentou-se em palco pela primeira vez quando tinha três anos de idade; o seu canto era então acompanhado por um conjunto que o seu pai dirigia. Eventualmente, começou a actuar como vocalista a solo, bem como um dos membros de uma banda infantil e de uma grande banda de jazz. 
Em 2005, licenciou-se na Escola de Música e Arte Jazz da Ucrânia. Mais tarde, entrou no Instituto de Filologia da Universidade Nacional Taras Shevchenko de Kiev e obteve o seu mestrado em estudos de folclore em 2013. Enquanto estudava na universidade, o seu interesse pelo jornalismo também cresceu. De 2006 a 2008, foi vocalista da banda Sister Siren.
Em Setembro de 2011, Sanina e o produtor musical Valeriy Bebko criaram um dueto pop chamado «Val & Sanina», que interpretava canções em russo. Gravaram um videoclipe experimental e algumas canções. Pouco tempo depois, melhoraram a sua imagem de palco e mudaram o nome da banda para «The Hardkiss». Também começaram a escrever canções em inglês sozinhos e tornaram o seu som mais pesado. No Outono de 2011 lançaram algumas músicas novas e gravaram o seu primeiro videoclipe com a música «Babylon». No final de outubro de 2011, The Hardkiss fez a abertura para a banda britânica Hurts. No final desse ano, lançaram o videoclipe da canção «Dance with» me, que chegou a ser exibido nos principais canais de música.
Em Fevereiro de 2012, assinaram um contrato com a editora Sony Music. A banda começou rapidamente a ganhar popularidade e ganhou vários prémios na Ucrânia, bem como noutros países estrangeiros. Em 2014, Sanina começou a publicar vlogs sobre a sua vida e a vida da banda nos bastidores no seu canal do YouTube. Em 2016, Sanina tornou-se um dos quatro jurados da sétima temporada do Factor X da Ucrânia.
Sanina será co-apresentadora do Festival Eurovisão da Canção 2023, em Liverpool, ao lado de Alesha Dixon e Hannah Waddingham, com Graham Norton a juntar-se a elas na final.

## Vida pessoal
Casou-se com Valeriy «Val» Bebko, produtor criativo e guitarrista principal dos The Hardkiss, em 2011. Conheceram-se em 2010, quando Sanina entrevistou Bebko, que na altura era o produtor da MTV Ucrânia. O casal escondeu a sua relação durante cinco anos (desde 2009) mas eles tinham casado ao segundo ano de relacionamento. O primeiro filho do casal, Danylo, nasceu a 21 de Novembro de 2015.